# A Importância do Ato de Ler
A Importância do Ato de Ler é o resultado de uma palestra de Paulo Freire para apresentar a importância das bibliotecas populares para jovens e adultos e as experiências durante o processo de alfabetização em São Tomé e Príncipe.

## Educação para entender o mundo
Paulo Freire inicia o livro afirmando que a educação é um primeiro passo para o indivíduo se entender no mundo e entender o mundo, as pessoas e as relações à sua volta. O professor fala sobre isso com o intuito de evocar a noção da educação como um ato político, pois os seres humanos são animais políticos, como dizia Aristóteles. Então, ao pensar sobre o processo educacional é importante entender que está intrínseco também o processo político. Dessa forma, quando se tem uma noção sobre essa questão, nota-se que a partir da educação e da política é possível fazer mudanças estruturais na sociedade e até mudar o sistema, mesmo que com pequenos passos.
Na apresentação do livro, o educador mostra que apesar das possibilidades de mudanças estruturais através da educação, a hierarquia na sociedade capitalista ainda tem uma elite no topo, uma elite que não possibilita mudanças sociais para classes mais baixas, desfavorecendo as chances de uma igualdade na população. O que torna plausível a noção de Bourdieu sobre a escola como um meio de perpetuar desigualdades, visto que isto tem sido presente na situação educacional brasileira. Dados presentes no livro Cidadão de Papel, mostram, por exemplo, que 2,5 milhões de crianças brasileiras nunca foram à escola e pelo menos 41% dos brasileiros seriam analfabetos. Deixando claro, assim, como a educação e a política estão vinculadas e possuem grande impacto na vida do indivíduo e na construção da sociedade.

## Leitura da palavra e leitura do mundo
No primeiro capítulo, intitulado A importância do ato de ler, Paulo Freire ressalta que a “linguagem e a realidade se prendem dinamicamente”, uma vez que, a leitura da palavra vem da leitura e interpretação do mundo ao redor do indivíduo. O autor ressalta que o início do aprendizado se dá a partir das experiências existenciais, então a priori, lê-se o “seu mundo”, nesse momento o autor faz uma diferenciação sobre o mundo dele e o de seus pais, já que cada indivíduo tem sua própria percepção da vida e por isso aprende e ensina de formas diferentes. Vê-se esse exemplo no livro Coração de Tinta: “Você mesmo diz que os livros têm que ser pesados, porque o mundo inteiro está dentro deles”. Com isso, ele demonstrou que essa distinção de leituras de mundo se encontrava também na sala de aula, na qual a percepção do educador era a predominante, sendo ela mais complexa e ampla, não representando uma realidade que condizia com a vida que ele vivia, assim como com a de outros estudantes que poderiam estar vivenciando a alfabetização, o que viria a ser um empecilho na forma como eles aprendiam. 
Ademais, Freire diz que quando estava criando sua percepção de mundo havia uma grande ânsia por aprender cada vez mais. Faz ainda uma ressalva sobre o aprendizado de palavras do “seu mundo”, o que remete a questão de Angicos, onde o método Paulo Freire de alfabetização de adultos foi desenvolvido, mostrando que não adianta ensinar algo que não está no contexto social daquele indivíduo, quando não faz parte do mundo daquela pessoa. Isso o levou, por exemplo, a expandir seus conceitos teóricos-práticos posteriormente para o ensino de jovens adultos, onde incentivou uma educação colaborativa e ativa ao destacar que a organização vocabular da alfabetização dos grupos populares deveria vir de palavras que estavam em seu mundo, mostrando suas vontades, seus medos e seus sonhos. 

## Educação como um ato político
Por isso, é válido destacar a percepção que se tem a partir da leitura do texto O mestre ignorante, pois com ela entende-se que, a educação não se trata de encher os alunos de conhecimentos prontos, mas, ajudá-los a construir suas próprias percepções sobre o mundo a sua volta. Nesse sentido, o autor mostra que para ser um bom professor, é necessário escrever e reescrever o mundo a partir de uma prática como docente consciente. Por fim, as palavras são importantes ferramentas de subjetivação, através delas nomeamos quem somos, o que sentimos, o que pensamos, e além de ler e entender o mundo segundo Freire, podemos construir e transformar o mundo por meio delas. Sendo assim, a luta pelas palavras e seus significados, o controle, a imposição de umas em detrimento do silenciamento de outras, são lutas que vão muito além do que somente palavras.

## Alfabetização de adultos e bibliotecas populares
No capítulo, há uma grande investida do autor em elaborar a ideia de que a alfabetização, a leitura e a biblioteca devem ser construídas de forma crítica, democrática e coletiva. Para isso, se deve combater os vestígios das táticas chamadas de “ingênua” ou “astuta” – que desconsideram o funcionamento dialético da educação, colocam o educador como protagonista do processo e o tratam como ação de transferir conhecimento de forma bruta e burocrática.
O ponto de partida é compreender os diferentes métodos de ensino. O autor cita e discute 3: Astuta, ingênua e crítica – sendo que as duas primeiras são explicadas para serem reprovadas, enquanto a terceira é defendida.
Para o autor, o método astuto exerce conscientemente práticas do ensino bancário – ou seja, em que o discente apenas deposita conhecimentos na mente de seus alunos, esvaziando seu papel enquanto seres participantes do processo de ensino-aprendizagem. Consequentemente, qualquer tipo de estímulo à autonomia e emancipação política do sujeito, como Freire defende que deve ser a educação, se esvai. Aqui, a alfabetização é reduzida a um ato de decodificação mecânica de letras e palavras, ignorando o contexto social, político e cultural dos que estão se alfabetizando.  Da mesma forma, a leitura é limitada a junção técnica de palavras, desassociada de uma atividade de formação pessoal consciente.
Por sua vez, o método ingênuo partilha de muitas características introduzidas pelo anterior. Aborda o processo de ensino-aprendizagem de maneira simplista, desprezando as complexidades e desafios envolvidos e a capacidade de desenvolvimento dos alunos, bem como a educação como prática da liberdade. Ou seja, é possível identificar que os ingênuos se interseccionam com astutos. Ambos dificultam a emancipação das classes e dos grupos sociais oprimidos e se acham marcados pela ideologia dominante - porém só o astuto reconhece esta ideologia como própria. Por fim, a diferença entre um educador crítico e um educador astutamente ingênuo é que ambos sabem que a educação não é neutra, mas só o educador crítico faz esta afirmação. 

## O povo diz a sua palavra a sua alfabetização em São Tomé e Príncipe
A terceira e última seção do livro é voltada para a aplicação material da metodologia promovida por Paulo Freire. Através de relatos acerca da experiência de alfabetização dos trabalhadores de São Tomé, é desenvolvida uma análise sobre os cadernos utilizados para o ensino dessa população, além do seus meios de impacto - tais quais a linguagem exercida pelos professores e os exercícios incentivados. O capítulo é dividido em duas partes: uma breve introdução sobre o processo de alfabetização e as respectivas técnicas aplicadas no contexto relatado, e uma longa averiguação dos métodos, textos e atividades promovidas pelos Cadernos de Cultura Popular. 
Na primeira parte do capítulo Paulo Freire introduz o processo de alfabetização como sendo um processo para formação de um indivíduo que não irá aprender somente a técnicas de leitura e escrita, colocado assim por ele como leitura mecânica, mas trazer para o alfabetizado uma aprendizagem além, onde se inclui a leitura da realidade. Assim a leitura traz a formação do indivíduo crítico, que possa entender e analisar sua sociedade e ter outras interpretações sobre o mundo em que vive, levando em consideração o nível social e a cultura do leitor seja adequado.

## Cadernos de cultura popular
Como material de apoio ao processo de alfabetização, Freire e sua equipe utilizaram os Cadernos de Cultura Popular, os quais consistiam em livros básicos utilizados tanto no processo de alfabetização, quanto na pós-alfabetização (continuidade do processo de alfabetização como um aprofundamento dos conhecimentos adquiridos). O material visava uma alfabetização política, cujo objetivo era despertar a curiosidade crítica dos educandos, o oposto ao aprendizado mecânico proposto por alguns materiais, ditos por Freire como cartilhas e manuais com exercícios ou discursos manipuladores.
Os materiais de ensino utilizados no experimento foram criados de forma a refletir as experiências e realidades específicas da população de São Tomé e Príncipe, tornando o aprendizado mais significativo e relevante. As técnicas produzidas por Paulo Freire para a alfabetização e pós alfabetização tinham como atributos serem materiais desafiadores, buscando incentivar a reflexão sobre a realidade social vivida pelos alunos, a fim de encontrar possíveis soluções acerca dos problemas enfrentados pela comunidade. Isso pode ser verificado por Lajolo que cita que a leitura está ligada ao processo político, por conta da formação de profissionais ligados intimamente a leitura e educação como professores e bibliotecários, acabam por desempenhar um papel político, mesmo não estando conscientes dessa ação, pois é na leitura que há a possibilidade de conscientização e crítica a realidade de cada leitor se encontra. Se o indivíduo já possui um conhecimento prévio sobre o mundo que o cerca, deve-se considerar que esse fator advém da leitura da própria vida, que é cercada de fatos e de palavras faladas.  
Ao longo do experimento, Paulo Freire e sua equipe testemunharam o poder transformador da educação. Os participantes começaram a se engajar ativamente na leitura, na escrita e nas discussões sobre as questões sociais que os afetavam. Eles se tornaram mais conscientes de seus direitos e adquiriram a confiança necessária para se envolverem na tomada de decisões e na busca de melhorias para suas vidas e comunidades. E fica evidente o sucesso desse programa de aprendizagem desenvolvido por Paulo Freire em parceria com o governo de São Tomé e Príncipe com a notícia de que 91,1% da população de São Tomé e Príncipe é alfabetizada no ano de 2020.

## Ligações Externas
- «Biblioteca Digital Paulo Freire»
- «Centro Paulo Freire»
- «Instituto Paulo Freire»
- «Centro de Investigação em Educação Paulo Freire da Universidade de Évora»
- «Cátedra Paulo Freire»
- «Paulo Freire e a Emancipação Digital»